# Adrián Paenza
Adrián Arnoldo Paenza född 9 maj 1949 är en argentinsk matematiker, journalist och professor vid Universidad de Buenos Aires. 2014 tilldelades han Leelavati-priset.